# هنري روبنسون كلاي
هنري روبنسون كلاي (بالإنجليزية: Henry Clay)‏ هو طيار بطل أمريكي، ولد في 27 نوفمبر 1895 في بلاتسبورغ في الولايات المتحدة، وتوفي في 17 فبراير 1919 في كوبلنتس في ألمانيا.